# Sophia Charlotte von Platen-Hallermund

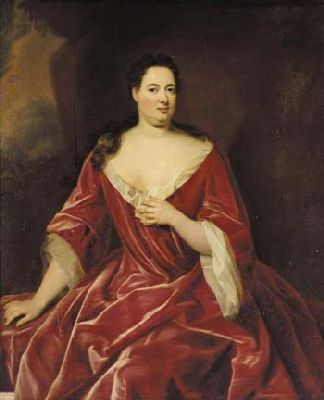
Sophia Charlotte von Platen-Hallermund, Countess of Darlington

Gräfin Sophia Charlotte von Platen-Hallermund, spätere Baronin von Kielmansegg, Countess of Leinster und Darlington (* 10. April 1675 in Osnabrück; † 20. April 1725 in London) war eine deutsch-britische Adlige und die Halbschwester des Herzogs von Braunschweig-Lüneburg und späteren britischen Königs, Georg I.

## Leben
Sophia Charlotte war die uneheliche Tochter des Kurfürsten Ernst August von Hannover (1629–1698) und dessen jahrelanger Mätresse Gräfin Clara Elisabeth von Platen (1648–1700), die die Drahtzieherin in der „Königsmarck-Affäre“ war. Deren Ehemann Franz Ernst von Platen-Hallermund (1631–1709) wurde offiziell als Vater angesehen.
Im Jahre 1701 heiratete Gräfin Sophie Charlotte in Hannover den am Hof von Schleswig-Holstein-Gottorf in Ungnade gefallenen Baron Johann Adolph von Kielmansegg (1668–1717). Aus der Ehe gingen zwei Kinder hervor: Charlotte (1703–1782), die Emanuel Howe, 2. Viscount Howe heiratete, und Georg Ludwig (1705–1785).
Sophie Charlotte hatte ein inniges Verhältnis zu ihrem Halbbruder Georg Ludwig und ihr Mann war Oberststallmeister beim Herzog. Dank der Gunst Georg Ludwigs erwarb sie das Gelände des späteren Welfengartens. In ihrem Auftrag entwarf der französische Architekt Louis Remy de la Fosse 1713 das Schloss Monbrillant, das zwischen 1717 und 1720 von Johann Christian Böhme als Lustschloss auf dem Puttenser Berge erbaut wurde.
Im Jahre 1714 starb Königin Anne, und gemäß dem Act of Union 1707 wurde Herzog Georg Ludwig als Georg I., König von Großbritannien und Irland. Sophia Charlotte folgte ihm zusammen mit ihrer Familie und seiner Mätresse, Gräfin Melusine von der Schulenburg (1663–1747), nach London. Die Baronin mischte sich gleich unter die britische Höflinge, die sie als Mätresse des neuen Königs ansahen, und konkurrierte mit der eigentlichen Geliebten. Das Kronprinzenpaar, Caroline und Georg August, lehnten beide Frauen ab. Beim Südsee-Fonds spekulierte sie erfolgreich mit und erzielte ein beachtliches Vermögen. 1721 wurde ihr die irische Peerwürde mit dem Titel Countess of Leinster und ein Jahr später die britische Peerwürde Countess of Darlington sowie der nachgeordnete Titel Baroness of Brentford verliehen. Die drei Titel waren allerdings nicht vererblich.
Die Gräfin starb am 20. April 1725 in ihrem Haus in der James Street und wurde in der Westminster Abbey bestattet.
Sophia gehörte zu den Förderern des Porträtmalers Godfrey Kneller. Mehrere seiner Porträts sowie andere Andenken an Georg I. kamen über sie in den Familienbesitz der Grafen Kielmansegg und befanden sich bis ins 20. Jahrhunderts auf dem Gut Gülzow.